# 7186 Tomioka
7186 Tomioka è un asteroide della fascia principale. Scoperto nel 1991, presenta un'orbita caratterizzata da un semiasse maggiore pari a 2,3759744 UA e da un'eccentricità di 0,1389394, inclinata di 9,24920° rispetto all'eclittica.